# Железница (приток Босны)
Железница (босн. Željeznica, серб. Жељезница) — река в Боснии и Герцеговине, приток Босны.
Длина — 30 км (в некоторых источниках — 27 км). Река берёт начало на территории общины Трново на высоте 1030 м над уровнем моря при слиянии горных ручьёв Храснички и Годиньски. Далее река протекает по Источно-Сараеву и общине Илиджа, где впадает в Босну на высоте 490 м около деревни Осиек. При сравнительно небольшой протяжённости, значителен перепад высот между истоком и устьем (более 500 м). До Сараева река протекает через небольшой известняковый каньон, на территории Илиджи — по равнине.
Ширина русла в верховьях реки составляет от 4-10 м, глубина на порогах — около 30-50 см, а в водоворотах — более метра. В нижнем течении глубина может достигать 3 м.
До второй половины XX века Железница была богата рыбой, включая леща, ручьевую форель, хариуса, голавля. К концу XX века рыба практически исчезла из-за загрязнения. Железница считается одной из самых загрязнённых рек в стране.
На реке расположена Богатичская гидроэлектростанция установленной мощностью 6,5 МВт, построенная через несколько лет после Второй мировой войны. Позже мощность была увеличена до 9,9 МВт.

## Галерея

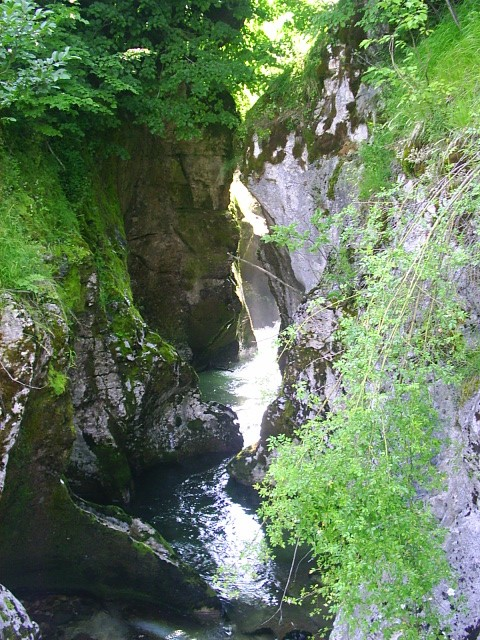
Железница вблизи истока
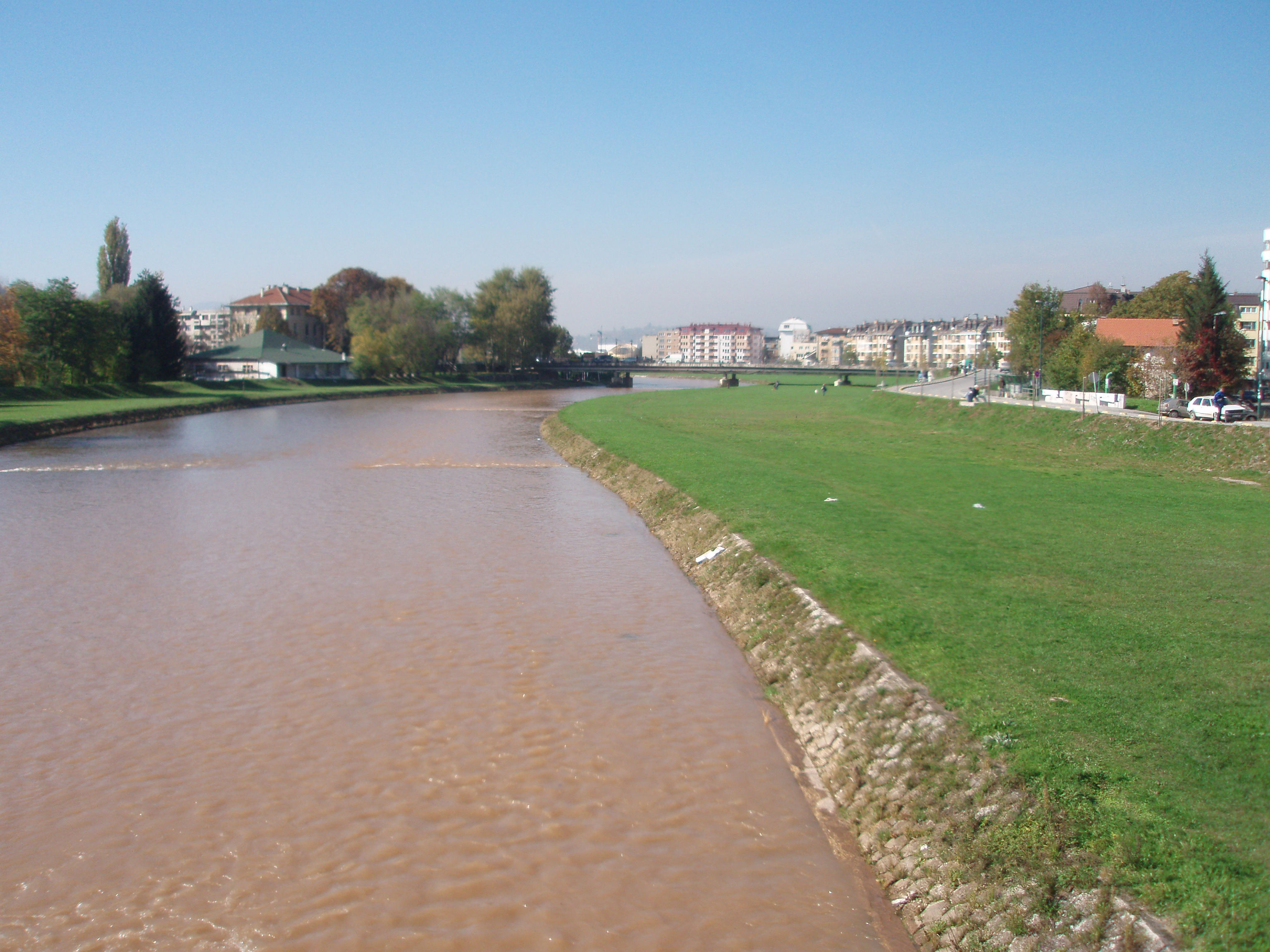
В Илидже
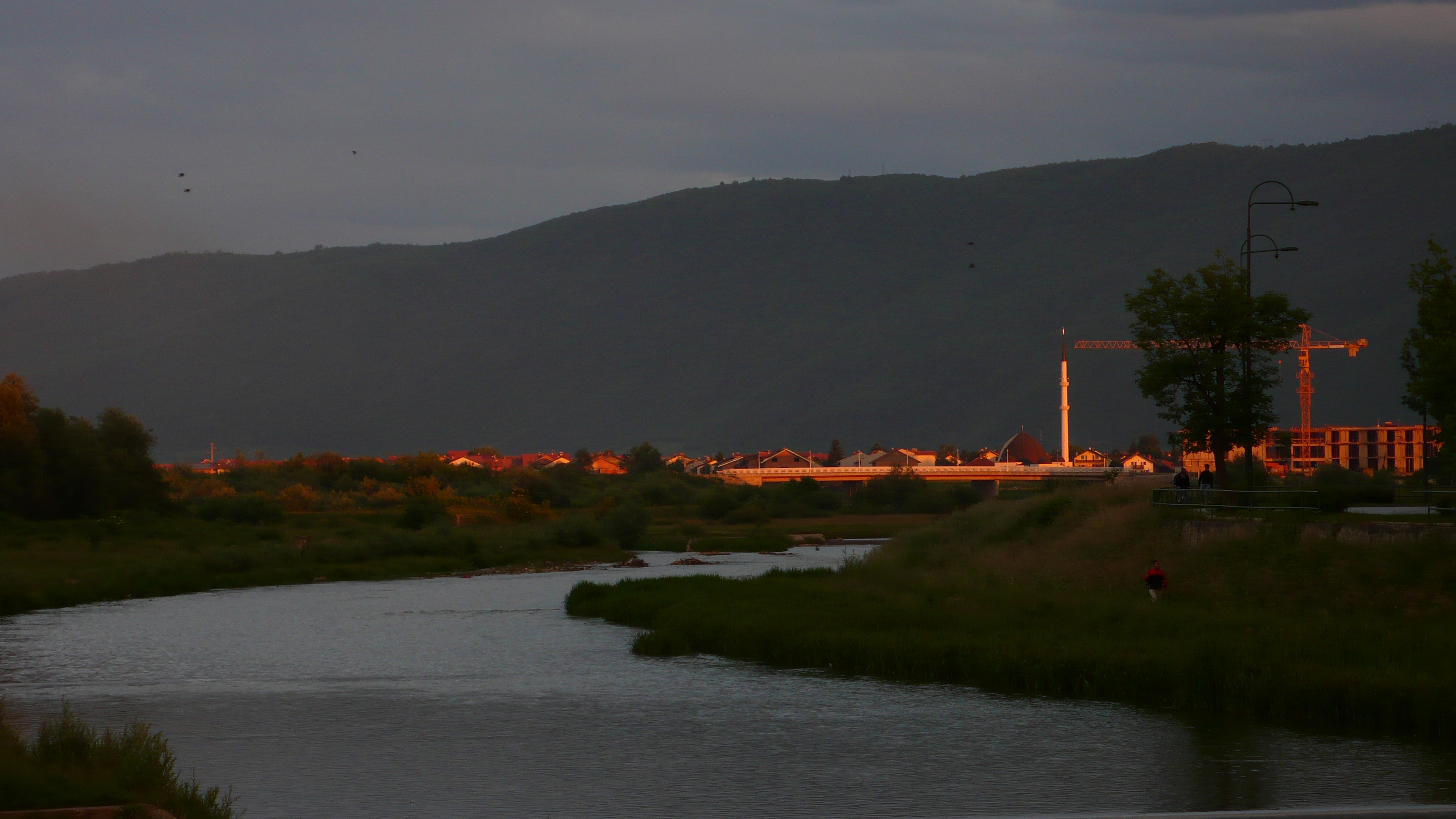
Железница в сумерках
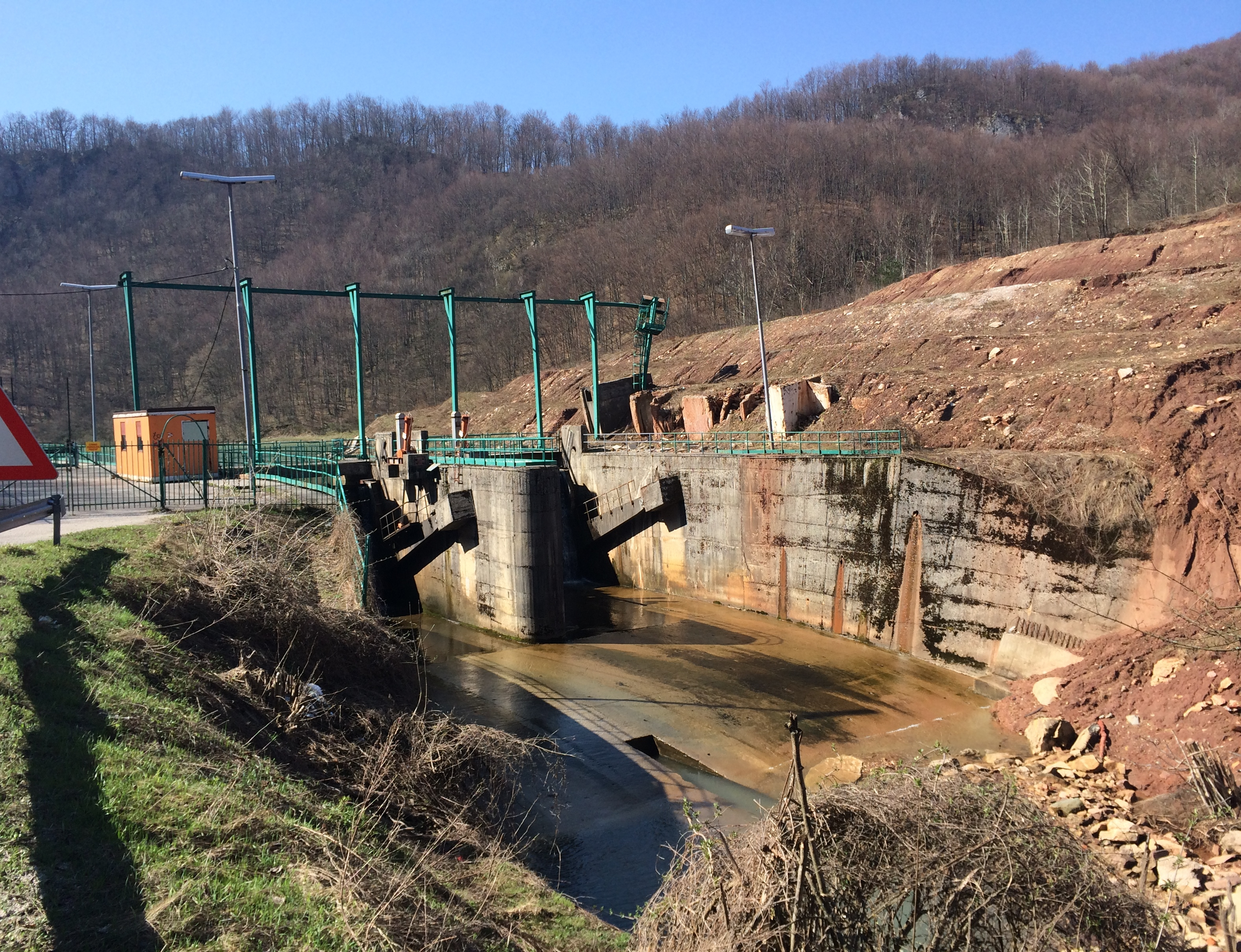
Дамба в Трново